# District de Gò Quao
Pour les articles homonymes, voir Quao.

carte=
Gò Quao est un district rural de la province de Kiên Giang dans le delta du Mékong au sud du Viêt Nam.

## Géographie
La superficie de Gò Quao est de 424,4 km2. 
Le chef-lieu du district est Gò Quao.